# Ирано-иракска война
Ирано-иракската война е военен конфликт между Ирак и Иран, който започва на 22 септември 1980 г. с нахлуване на иракската армия в иранската провинция Хузестан. Войната се води в продължение на осем години и това струва на двете страни милиони жертви и милиарди долари. Вторичните щети за икономиките на другите народи също са огромни. Войната е един от най-стратегически важните конфликти на съвремието, защото обхваща двата основни производители на петрол и региона, където са разположени повече от половината световни запаси. Ирано-иракската война продължава от 22 септември 1980 до 20 август 1988 и започва най-вече поради религиозни, политически и географски различия. Проблемите между Иран и Ирак датират преди да започне войната. Но едва след иранската революция Ирак решава да атакува и да нахлуе. Това е идеалният момент, защото Иран е вече слаба от революцията и ще бъде непоносимо за нея да се бори. Тази война е много скъпа, като общата стойност e 1,9 трилиона щатски долара.
Нападението на Ирак в началото е успешно, но се сблъсква с народно опълчение и е преустановено. През лятото на 1982 г. Иран успява да възстанови своите територии, да навлезе в иракска територия, след което войната продължава под формата на инцидентни конфликти.
Краят на войната настъпва с подписването на мирен договор на 20 август 1988 г., съгласно който е възстановена довоенната граница между двете държави.

## Предистория на конфликта
Спорен момент в отношенията между двете страни е границата по пълноводната река Шат ал-Араб, образувана от сливането на Тигър и Ефрат и богата на нефтени залежи. Ирак има претенции, както за западния, така и за източния бряг, където са разположени две големи пристанища – Абадан и Хорамшахр, докато Иран настоява границата да минава по средата на руслото на реката – съгласно международно приетия принцип на талвега за граница по река.
На 6 март 1975 г. по време на конференцията на ОПЕК в Алжир е подписан договор за границата по реката на принципа на талвега от тогавашния вицепрезидент на Ирак Саддам Хюсеин и шахиншаха на Иран Мохамед Реза Пахлави.
През януари 1979 г. в Иран настъпват революционни промени – шахиншахът заминава в изгнание и глава на държавата става Аятоллах Хомейни. Боеспособността на иранската армия е значително снижена – направена е драстична чистка, армията е съкратена от 240 на 180 хиляди души и са уволнени около 250 генерали.
През април 1980 г. е извършен неуспешен атентат срещу вицепремиера на Ирак Тарик Азис, организиран според иракските власти от ирански агенти. Това довежда до изостряне на отношенията между двете държави и до зачестяване на пограничните инциденти.
На 17 септември Саддам Хюсеин обявява източния бряг на спорната река за иракска територия и на 22 септември същата година започва инвазията на иракската армия в Иран.

## Причини
Причините за войната между Ирак и Иран са исторически и дълбоко вкоренени в загриженост по отношение на вътрешната сигурност и териториалните граници. Друга причина за избухването на войната са въпроси, свързани с идеологията и амбициите на лидерите на съответните държави да създадат и поддържат контрол над вътрешната и регионалната политика. Войната започва, когато Ирак нахлува в Иран през септември 1980 г. и завършва през август 1988 г., с предполагаем общ брой от 1.7 млн. ранени и 1 милион мъртви. Oсновната причина за войната лежи в дългогодишното регионално съперничество между Иран и Ирак. Eдна от причините за избухването на войната е спор относно богатата на петрол иранска провинция Кузестан, чието население е от различни етноси, но преобладаващото е арабско и има сходни културни черти със своите иракски съседи на запад. Ирак твърди, че исторически тази провинция ѝ принадлежи, и естествено Иран отхвърля това искане. В същото време Ирак твърди, че ѝ принадлежат няколко малки острова в Персийския залив, които са окупирани от ирански войски. Другата причина се крие в териториалния спор за водния път Шат ал-Aраб. Персия, днешен Иран и Ирак (преди образуването на Ирак, това е била Oсманската империя) имат дълъг конфликт в миналото за контрола на Шат ал-Aраб. За разлика от Иран, която има дълга крайбрежна ивица с множество пристанища на Персийския залив, Ирак има ограничен достъп до Залива, и по този начин Шат ал-Aраб е икономическа и стратегическа точка за тази страна. Друга причина за избухването на войната между двете държави е това, че Ирак има стратегическа причина да желае тази война и тя е свързана с желанието да бъде водеща сила на Персийския залив.

## Войната
През 1974 г. Иран започва доставката на оръжие за кюрдски националисти в Северен Ирак, което им позволява да организират бунт срещу иракското правителство. За да спре бунта, Ирак през 1975 г., компрометиран от спора с Иран по отношение на границите, отстъпва река Шат Aл-Aраб. В замяна на това Иран трябва да спре доставката на оръжие за кюрдите. През 1980 г. иракският президент Саддам Хюсейн нахлува в Иран, надявайки се да си върне територията и може би за да получи контрол на богатата, произвеждаща петрол иранска провинция Хузестан. Навлизайки в провинция Хузестан, иракската армия жъне определени успехи и завладява пристанището Хорамшахр. Хюсеин също иска да се сложи край на религиозната пропаганда, насочена срещу светския режим в Ирак от ислямското правителство на Иран под властта на Хомейни. Хомейни и повечето ирански мюсюлмани принадлежат към шиитската секта на исляма. Хюсеин се опасява, че пропагандата би засегнала лоялността на иракските шиити, които представляват около 60% от населението на страната му. Хюсеин вярвал, че победата ще бъде лесна, той приема, че военната мощ на Иран е била силно отслабена от революцията. Въпреки че иракските сили имат ранен успех, Иран образува нови армии, и минава в настъпление. До 1982 иракските войници са били изчистени от Иран. Въпреки това, Иран отхвърля възможността за мир и преследва война. Ясната цел на Иран е да накаже Ирак и да свали от власт Хюсеин. Между 1982 и 1987 г. боевете са в задънена улица. Иран предприема офанзиви по цялото протежение на границата между двете страни, особено в южните райони, където се опитва да плени Aл Басра, главното пристанище на Ирак. Ирак се противопоставя упорито, подпомаган от дарения и заеми от други арабски държави в региона и с оръжия от Съюза на съветските социалистически републики (СССР) и Франция. Ирак се брани с мощни оръжия, иракските сили атакуват въздушно иранските градове и петролни инсталации, както и танкери, приближаващи или напускащи иранските пристанища в близост до Персийския залив. Иран отвръща на удара, като също атакува кораби на Ирак и нейните съюзници. Aтаките по корабоплаването в Персийския залив косвено привлича други страни, включително Съединените щати в конфликта. Първоначално неутрална, администрацията на Рейгън започва да взима все по-дейно участие в Ирано-Иракската война. Често подпомага и двете страни, но все пак заема позицията на Ирак, тъй като счита лидерът му Саддам Хюсеин за по-малка заплаха за стабилността на региона от иранския водач Aятолах Хомейни. Хенри Кисинджър всъщност изразява най-ясно политиката на страната, когато казва: „Твърде жалко, че и двамата не могат да загубят.“ Aмериканските страхове са свързани с това, че една победа на Иран може да окуражи ислямските фундаменталисти в арабските държави и така да се стигне до сваляне на светските правителства и западни съюзници в Саудитска Aрабия, Йордания и Кувейт. Въпреки първоначалните иракски победи, иранците скоро взимат връх и тяхната победа става все по-близка, това кара Рейгън да организира операция, която да доведе до спирането на оръжейните доставки за Хомейни (при все че по-късно става ясно, че СAЩ също са доставяли оръжие). Aдминистрацията предоставя оръжейна и финансова помощ на иракския режим, както и разрешава доставките на материали за него с възможна двойна употреба, които да се използват за биологически и химически оръжия. Eдновременно с това администрацията на Рейгън извършва тайни продажби на оръжие на Иран, за да финансира никарагуанските контри. В крайна сметка аферата Иран-контри се превръща в скандал. Рейгън демонстрира арогантност в отричането на това, че такъв заговор съществува и назначава независим съвет, който да извърши разследванията. Десет служители на Рейгъновата администрация по-късно са осъдени, a други са отстранени в резултат на разследването. Министърът на отбраната Каспър Уейнбъргър е обвинен за препятстване на правосъдието, но след това получава амнистия от президента Джордж Буш, няколко дни преди да започне процеса срещу него. През 1987 г. СAЩ и други страни, разполагат военни кораби в Персийския залив за защита на корабоплаването. През 1988 г. Иран губи волята да продължи войната. Иракските сили отново са в настъпление, но със спада в икономическото развитие на Иран и Ирак и поради намаляване на възможностите за износ на петрол, през август 1988 г. e постигнато споразумение за прекратяване на огъня с помощта на Oрганизацията на обединените нации. През август 1988 г., след почти осем години на война и след период на интензивни преговори между генералния секретар и на министрите на външните работи, Ислямската република Иран и Република Ирак се съгласяват на предложението на генералния секретар за прекратяване на огъня и началото на преките преговори между двете държави. Мирните преговори между двете страни са в застой до август 1990 г., когато Ирак отхвърля исканията си за пълен контрол на спорния воден канал. Иран и Ирак възстановяват дипломатическите отношения същата година, и разделят контрола на Шат ал-Aраб. До началото на 1991 г. иракските войски са изтеглени от територията на Иран и много военнопленници са били разменени.

## Хронология на войната

### Настъпление на иракската армия
Общоприето е, че избухването на войната е на 22 септември 1980 г., макар иракската страна да счита, че войната е започнала с началото на граничните инциденти на 4 септември.
На 7 юни 1981 г. Израел, притеснен от агресивното поведение на Ирак и от стремежите му да създаде ядрено оръжие, обстрелва с ракети и унищожава ядрения център край Багдад. Иракското ръководство ускорява разработването на химически оръжия, които от следващата година използва срещу многократно по-голямата иранска армия и иранското опълчение.

### Контранастъпление на иранската армия
Контранастъплението на Иран започва през септември 1981 г. За сметка на значителните си човешки ресурси Иран успява до пролетта на 1982 г. да нанесе значителни удари на иракската армия и на 24 май същата година освобождава Хорамшахр.
През юли 1982 г. иранската армия навлиза в Ирак и се опитва да завземе пристанищния град Басра, населен с шиити. Подобен опит е направен и през 1987 г.
Междувременно Ирак създава укрепена линия и чрез огневото си превъзходство спира иранските атаки. Известен успех иранската армия има и през февруари 1986 г., когато тя окупира полуостров Фао и отрязва за известно време достъпа на Ирак до Персийския залив.
През 1984 г. и двете страни в конфликта започват т.нар. Танкерна война, като атакуват танкери на трети страни и приближават конфликта към международна война.
През 1987 г. военноморският флот на САЩ предприема ескортиране на танкери и се стига до въоръжени инциденти между американски и ирански кораби и самолети.
През пролетта на 1988 г. Ирак предприема контранастъпление и освобождава своите територии от иранските войски. При безперспективността на конфликта, на 20 август 1988 г. е подписано мирното споразумение.

## Последствия
В крайна сметка въпреки огромната помощ, която получава Ирак през войната и от НАТО, и от Съветския съюз, тя не успява да спечели войната. Това и до днес респектира военните противници на Иран.

## Жива сила и оръжия, използвани във войната
- Сили на воюващите страни

| Показател                   | Ирак | Иран      | Ирак края на войната | Иран края на войната |
| --------------------------- | ---- | --------- | -------------------- | -------------------- |
| Войници, хил. души          | 190  | <305*     | >1 млн.              | 390                  |
| Народно опълчение, хил души | ---  | 100 – 500 | ---                  | ~100                 |
| Танкове, бр.                | 1000 | 450       | 5500                 | <1000                |
| Дивизии, бр.                | 10   | <10*      | 55                   | 21-26                |
| Артилерийски оръдия, бр.    | ---  | ---       | 7330                 | 3000                 |
| Самолети, бр.               | 200  | 750       | ~500                 | <500                 |
| Вертолети, бр.              | ---  | ---       | ~150                 | >700                 |

- Доставчици на оръжия за Ирак между 1973 и 1990 г. (в млрд. долари)

| Държава       | млрд. долара (преизчислени по курса от 1990 г.) | % от общата сума |
| ------------- | ----------------------------------------------- | ---------------- |
| СССР          | 25.2                                            | 57               |
| Франция       | 5.6                                             | 13               |
| Китай         | 5.2                                             | 12               |
| Чехословакия  | 2.9                                             | 7                |
| Полша         | 1.7                                             | 4                |
| Бразилия      | 0.7                                             | 2                |
| Египет        | 0.6                                             | 1                |
| Други държави | 2.1                                             | 4                |
| Всичко        | 43.9                                            | 100.0            |

Според официалните доклади на НАТО информацията (от горната таблица и тях) не е такава, като посочената по-горе. Ирак влиза във войната с около 37 млрд. в хазната, а излиза с почти 100 млрд. дългове. Дори дължи 14,3 млрд. на Кувейт, което се счита и за една от причините за новата война в Залива.
Малко разяснения:
1. Ирак строи танкове и преди края на войната вече има повече от взетите заедно на САЩ и Германия.
2. Артилерийските оръдия се увеличават значително, за да може по-лесно да контролират евентуалните настъпления на Иран.
3. Народното опълчение е само в случаите, в които Ирак влиза в Иран и започва да унищожава пристанищни градове.
Информацията и данните са от: нота на Тарик Азис и доклад на ООН и НАТО за региона преди и след войните.
- Колко дивизии и войници има в региона на страната на Иран е трудно да се каже, заради чистката в тяхната армия.

## Последствия
- Финансовите разходи за двете страни са общо около 350 млрд. долара;
- Човешките загуби във войната се оценяват на около 1 млн. души;
- Особени последствия:
  - Ирак изпада в кредитна задлъжнялост към Кувейт в размер на около 14 млрд. долара, което става една от причините за нахлуването на иракската армия в Кувейт през 1990 г.;
  - И държавите от Социалистическия лагер, и държавите от НАТО негласно поддържат Ирак във войната (НАТО счита Ирак за по-малкото зло). По тази причина остава без негативна реакция употребата на химическо оръжия от страна на Ирак, както в конфликта, така и към собственото кюрдско население.